# Капітальне благо
Економічна концепція капітальних благ (також званих комплексними системами продуктів (CoPS),  і засобами виробництва ) є «...серією різнорідних товарів, кожен з яких має специфічні технічні характеристики...»  у формі блага тривалого користування, який застосовується у виробництві товарів або послуг. Капітальні блага є особливою формою економічного блага і є матеріальною власністю.
Суспільство отримує капітальні блага, заощаджуючи багатство, яке можна інвестувати в засоби виробництва. Люди використовують їх для виробництва інших товарів або послуг протягом певного періоду. Машини, інструменти, будівлі, комп’ютери чи інші види обладнання, які використовуються у виробництві інших речей для продажу, є капітальними благами. Власниками капітального блага можуть бути окремі особи, домашні господарства, корпорації чи уряди. Будь-який матеріал, який використовується для виробництва засобів виробництва, також вважається капітальним товаром.
Капітальні блага є одним із трьох типів благ виробника, двома іншими є земля та праця .  Ці три також відомі під загальною назвою «первинні чинники виробництва ».  Ця класифікація виникла в період класичної економіки і залишається домінуючим методом класифікації.
У літературі запропоновано багато визначень і описів виробництва засобів виробництва. Капітальні блага зазвичай вважаються єдиними у своєму роді капіталомісткими продуктами, які складаються з багатьох компонентів. Вони часто використовуються як виробничі системи або послуги. Приклади включають ручні інструменти, верстати, центри обробки даних, нафтові вишки, заводи з виробництва напівпровідників і вітрові турбіни. Їх виробництво часто організовується в рамках проектів, де кілька сторін співпрацюють у мережах (Hicks та ін. 2000; Hicks та McGovern 2009; Hobday 1998).
Життєвий цикл капітального товару зазвичай складається з проведення тендерів, проектування та закупівель, виробництва, введення в експлуатацію, технічного обслуговування та (іноді) виведення з експлуатації.  
Основним чинником у процесі технічних інновацій є засоби виробництва. 
Усі інновації — незалежно від того, передбачають вони впровадження нового продукту чи забезпечують дешевший спосіб виробництва існуючого продукту — вимагають, щоб сектор капітальних товарів виробляв новий продукт (машину чи фізичну установку ) відповідно до певних специфікацій . - Rosenberg, Capital Goods, Technology, and Economic Growth (1963)
Капітальні блага є складовим елементом запасу капітальних активів, або основного капіталу, і відіграють ключову роль в економічному аналізі «... зростання та виробництва, а також розподілу доходу. . ." 

## Нематеріальні капітальні блага
Капітальні блага також можуть бути нематеріальними, коли вони приймають форму інтелектуальної власності . Багато виробничих процесів вимагають інтелектуальної власності для (законного) виробництва своєї продукції. Як і матеріальні капітальні блага, вони можуть вимагати значних інвестицій, а також можуть підлягати амортизації, амортизації та вилученню.

## Відмінності від товарів народного споживання
Люди купують капітальні блага, щоб використовувати їх як статичні ресурси для виробництва інших товарів, тоді як споживчі товари купують, щоб їх споживати.
Наприклад, автомобіль є споживчим товаром, якщо його придбати як особистий автомобіль.
Самоскиди, які використовуються у виробництві чи будівництві, є основними товарами, оскільки компанії використовують їх для будівництва доріг, дамб, будівель і мостів.
Таким же чином плитка шоколаду є споживчим благом, але машини, які виробляють цукерки, є капітальним благом.
Деякі засоби виробництва можуть бути використані як у виробництві споживчих товарів, так і виробничих товарів, наприклад машини для виробництва самоскидів.
Споживання є логічним результатом усієї економічної діяльності, але рівень майбутнього споживання залежить від майбутніх запасів капіталу, а це, у свою чергу, залежить від поточного рівня виробництва в секторі капітальних благ. Отже, якщо є бажання збільшити споживання, випуск капітальних благ має бути максимізований. 

## Важливість
Капітальні блага, які часто називають комплексними продуктами та системами (CoPS) (Gann and Salter 2000; Hobday 2000), відіграють важливу роль у сучасній економіці (Acha та ін. 2004). Окрім дозволу бізнесу створювати товари чи надавати послуги споживачам, капітальні блага важливі й іншими способами. У галузі, де виробниче обладнання та матеріали є досить дорогими, вони можуть бути високою перешкодою для входу на ринок нових компаній. Наприклад, якщо нова компанія не може дозволити собі придбати машини, необхідні для створення продукту, вона може бути не в змозі так ефективно конкурувати на ринку. Така компанія може звернутися до іншої компанії для постачання своєї продукції, але це також може бути дорогим. Це означає, що в галузях, де засоби виробництва становлять значну частину стартових витрат підприємства, кількість компаній, які конкурують на ринку, часто відносно невелика.

## Потреба в інвестиціях
Придбання машин та іншого дорогого обладнання часто є значним капіталовкладенням для компанії. Коли бізнес відчуває труднощі, він часто відкладає такі покупки якомога довше, оскільки немає сенсу витрачати гроші на обладнання, якщо компанії немає поблизу, щоб ним скористатися. Капітальні витрати можуть бути ознакою того, що виробник очікує зростання або принаймні стабільного попиту на свою продукцію, що є потенційно позитивною економічної ознакою. У більшості випадків капітальні блага вимагають значних інвестицій від імені виробника, і їх придбання зазвичай називають капітальними витратами. Ці товари важливі для підприємств, оскільки вони використовують їх для виготовлення функціональних товарів для клієнтів або для надання споживачам цінних послуг. У результаті їх іноді називають товарами виробників, товарами виробництва або засобами виробництва. 

## У міжнародній торгівлі
У теорії міжнародної торгівлі причинам і характеру торгівлі капітальними товарами приділяється мало уваги. Обмін капітальними благами є важливою частиною динамічних відносин між міжнародною торгівлею та розвитком. Виробництво і торгівля капітальними благами, а також споживчими товарами повинні бути введені в моделі торгівлі, а весь аналіз інтегрований з національною теорією накопичення капіталу.

## Дивіться також
- Фізичний капітал
- Капітал (економіка)
- Засоби виробництва
- Споживчі товари

§ Наведено в The New Palgrave Dictionary of Economics 

## Подальше читання

### статті
- Hagemann, Harold, 1987. Capital Goods, The New Palgrave: A Dictionary of Economics, 1st Edition.

Шаблон:Types of goods